# Кубок Польщі з футболу 1971—1972
Кубок Польщі з футболу 1971–1972 — 18-й розіграш кубкового футбольного турніру в Польщі. Титул вп'яте поспіль здобув Гурник (Забже).

## Календар
| Раунд        | Матчі | Клуби   |
| ------------ | ----- | ------- |
| Перший раунд | 18    | 50 → 32 |
| 1/16 фіналу  | 16    | 32 → 16 |
| 1/8 фіналу   | 8     | 16 → 8  |
| 1/4 фіналу   | 8     | 8 → 4   |
| 1/2 фіналу   | 4     | 4 → 2   |
| Фінал        | 1     | 2 → 1   |

## Перший раунд
| Команда 1                           | Рахунок      | Команда 2              |
| ----------------------------------- | ------------ | ---------------------- |
| Гутник-2 (Краків)                   | 2:1          | Унія (Ратибор)         |
| Ракув (Ченстохова)                  | 1:0          | Гарбарня (Краків)      |
| Борек (Краків)                      | 0:4          | Стар (Стараховіце)     |
| Авіа (Свідник)                      | 1:0          | Старт (Лодзь)          |
| Сталь (Стальова Воля)               | 1:1 пен. 4:2 | Ураня (Руда-Шльонська) |
| Напжуд (Рудилтови)                  | 1:0 дч       | Гутник (Краків)        |
| Олімпія (Пекари-Шльонські)          | 1:3          | Шльонськ (Вроцлав)     |
| Конкордія (Пйотркув-Трибунальський) | 1:2          | ГКС (Катовиці)         |
| Хойнічанка (Хойніце)                | 2:1          | Зніч (Прушкув)         |
| Гурник (Янушковіце)                 | 1:0          | Краковія (Краків)      |
| Балтик (Гдиня)                      | 1:2          | Завіша (Бидгощ)        |
| Ґранат (Скаржисько-Каменна)         | 2:0          | П'яст (Гливиці)        |
| Влукняж (Білосток)                  | 2:2 пен. 4:3 | Мотор (Люблін)         |
| Флота (Свіноуйсьце)                 | 0:1          | Арка (Гдиня)           |
| Гвардія (Кошалін)                   | 1:1 пен. 3:4 | Олімпія (Познань)      |
| Промень (Жари)                      | 0:5          | РОВ (Рибник)           |
| Хойновянка (Хойнув)                 | 2:1          | Заглембє (Конін)       |
| Гвардія (Ольштин)                   | 3:1          | Варта (Познань)        |

## 1/16 фіналу
| Команда 1                   | Рахунок      | Команда 2            |
| --------------------------- | ------------ | -------------------- |
| Гутник-2 (Краків)           | 0:2          | Сталь (Ряшів)        |
| Ракув (Ченстохова)          | 3:1          | ЛКС (Лодзь)          |
| Стар (Стараховіце)          | 0:2          | Вісла (Краків)       |
| Авіа (Свідник)              | 0:2          | Сталь (Мелець)       |
| Напжуд (Рудилтови)          | 0:0 пен. 3:4 | Гурник (Забже)       |
| Шльонськ (Вроцлав)          | 3:0          | Шомберки (Битом)     |
| Сталь (Стальова Воля)       | 0:1          | ГКС (Катовиці)       |
| Хойнічанка (Хойніце)        | 2:1          | Заглембє (Сосновець) |
| Завіша (Бидгощ)             | 2:2 пен. 3:2 | Одра (Ополе)         |
| Ґранат (Скаржисько-Каменна) | 0:6          | Рух (Хожув)          |
| Влукняж (Білосток)          | 0:3          | Гвардія (Варшава)    |
| Арка (Гдиня)                | 2:1          | Погонь (Щецин)       |
| Олімпія (Познань)           | 0:2          | Заглембє (Валбжих)   |
| Гурник (Янушковіце)         | 0:1          | РОВ (Рибник)         |
| Хойновянка (Хойнув)         | 1:1 пен. 3:4 | Полонія (Битом)      |
| Гвардія (Ольштин)           | 0:2          | Легія (Варшава)      |

## 1/8 фіналу
| Команда 1            | Рахунок      | Команда 2          |
| -------------------- | ------------ | ------------------ |
| Ракув (Ченстохова)   | 2:0          | Заглембє (Валбжих) |
| Шльонськ (Вроцлав)   | 2:0          | Вісла (Краків)     |
| Хойнічанка (Хойніце) | 0:1          | ГКС (Катовиці)     |
| Завіша (Бидгощ)      | 1:1 пен. 8:7 | Полонія (Битом)    |
| Арка (Гдиня)         | 1:2          | Рух (Хожув)        |
| Сталь (Ряшів)        | 3:0          | Гвардія (Варшава)  |
| Гурник (Забже)       | 4:0          | РОВ (Рибник)       |
| Легія (Варшава)      | 5:2          | Сталь (Мелець)     |

## 1/4 фіналу
| Команда 1          | Заг. | Команда 2          | 1-й матч | 2-й матч |
| ------------------ | ---- | ------------------ | -------- | -------- |
| ГКС (Катовиці)     | 1:2  | Ракув (Ченстохова) | 0:2      | 1:0      |
| Завіша (Бидгощ)    | 0:3  | Рух (Хожув)        | 0:1      | 0:2      |
| Сталь (Ряшів)      | 0:5  | Гурник (Забже)     | 0:2      | 0:3      |
| Шльонськ (Вроцлав) | 1:3  | Легія (Варшава)    | 0:1      | 1:2      |

## 1/2 фіналу
| Команда 1          | Заг. | Команда 2       | 1-й матч | 2-й матч |
| ------------------ | ---- | --------------- | -------- | -------- |
| Рух (Хожув)        | 3:4  | Гурник (Забже)  | 3:1      | 0:3      |
| Ракув (Ченстохова) | 0:5  | Легія (Варшава) | 0:3      | 0:2      |

## Фінал
| 4 червня 1972 |

| Гурник (Забже)                             | 5:2      | Легія (Варшава) |
| ------------------------------------------ | -------- | --------------- |
| Любанський 26', 64', 80', 87' Шолтисик 81' | Протокол | Гадоха 3', 28'  |

| Стадіон ЛКС, Лодзь Глядачів: 30 000 Арбітр: Мечислав Свістек |